# Das vierte Gebot (1992)
Das vierte Gebot (englischer Originaltitel: Honor Thy Mother) ist ein US-amerikanischer Fernsehfilm aus dem Jahr 1992, der für CBS produziert wurde. Die Erstausstrahlung des zweistündigen Dramas war am 26. April 1992.

## Handlung
Die Handlung beruht auf dem Sachbuch Blood Games von Jerry Bledsoe, das den Mord an Lieth Von Stein im Jahr 1988 zum Thema hat. Der zwanzigjährige Chris Pritchard aus Washington wurde 1990 verurteilt, weil er geplant hatte, seinen Stiefvater Lieth und seine Mutter Bonnie von Stein umzubringen, um das Erbe antreten zu können. Die Tat hatte er von einem Freund ausführen lassen. Die Mutter überlebte schwer verletzt und beteuerte danach die Unschuld ihres Sohnes. Der Fall inspirierte damals mehrere Bücher und Fernsehproduktionen, so sollte einen Monat nach der Ausstrahlung von Honor Thy Mother der Zweiteiler Cruel Doubt auf NBC folgen, der auf einem konkurrierenden Sachbuch beruhte.

## Produktion
Der Film wurde von Point of View Productions und MCA Television Entertainment produziert, Regie führte David Greene und die Produzenten waren Dan Wigutow, Harvey Frand und Julie Cohen. Das Drehbuch wurde von Richard DeLong Adams und Robert L. Freedman geschrieben. Für die Rolle der Bonnie von Stein wurde Sharon Gless verpflichtet, Chris Pritchard wurde von William McNamara gespielt.